# Taa
Le taa, aussi appelé ǃxóõ, aussi écrit ǃxoon, est une langue tuu parlée au Botswana et en Namibie. Cette langue est notable pour son nombre élevé de phonèmes. Elle est aussi notable pour sa grande quantité de clics, avec un recensement comptant jusqu'à 82 % des objets du vocabulaire de base commençant par un clic. La majorité de ses locuteurs sont au Botswana, et une centaine en Namibie. En 2011, cette langue comptait 2 500 locuteurs.

## Dialectes
Anthony Traill identifie initialement deux dialectes principaux : le ǃxóõ oriental et le ǃxóõ occidental. Le projet DoBeS identifie par la suite cinq groupes de dialectes, séparés d’ouest en est : ǃxoon occidental, ǃama, ǃxoon oriental, tshaasi et ǂhuan.
Les dialectes taa sont classifiés de la manière suivante :
- ǃxoon occidental, incluant le nǀuǁ’en
- taa orientale
  - ǃama, incluant le ’nǀoha, le nǀamani
  - taa orientale de l’Est
    - ǃxoon oriental, incluant le ǃkɔ̃: septentrional, lone tree ǃxóõ
    - taa orientale du Sud
      - tshaasi, incluant le ǂhũa-ʘwani
      - ǂhuan, incluant le masarwa